# سیارک ۲۱۶۶۱
سیارک ۲۱۶۶۱ (به انگلیسی: 21661 Olgagermani، نامگذاری:1999RA) بیست و یک هزار و ششصد و شصت و یکمین سیارک کشف شده‌است که در ۱ سپتامبر ۱۹۹۹ کشف شد.